# العلاقات التركية الكورية الشمالية
العلاقات التركية الكورية الشمالية هي العلاقات الثنائية التي تجمع بين تركيا وكوريا الشمالية.
السفير التركي في سيول معتمد لدى كوريا الشمالية. سفير كوريا الشمالية في صوفيا، بلغاريا معتمد لدى تركيا.

## مقارنة بين البلدين
هذه مقارنة عامة ومرجعية للدولتين:
| وجه المقارنة                                              | تركيا         | كوريا الشمالية                        |
| --------------------------------------------------------- | ------------- | ------------------------------------- |
| المساحة (كم2)                                             | 783.56 ألف    | 120.54 ألف                            |
| عدد السكان (نسمة)                                         | 80.14 مليون   | 25.49 مليون                           |
| الكثافة السكانية (ن./كم²)                                 | 102.28        | 211.47                                |
| العاصمة                                                   | أنقرة         | بيونغيانغ                             |
| اللغة الرسمية                                             | اللغة التركية | لغة كوريا الشمالية القياسية ‏          |
| العملة                                                    | ليرة تركية    | وون كوري شمالي                        |
| الناتج المحلي الإجمالي (بليون دولار)                      | 851.10 مليار  |                                       |
| الناتج المحلي الإجمالي (تعادل القوة الشرائية) بليون دولار | 1.57 تريليون  |                                       |
| الناتج المحلي الإجمالي الاسمي للفرد دولار أمريكي          | 9.12 ألف      |                                       |
| الناتج المحلي الإجمالي للفرد دولار أمريكي                 | 19.79 ألف     |                                       |
| مؤشر التنمية البشرية                                      | 0.761         |                                       |
| رمز المكالمات الدولي                                      | +90           | +850                                  |
| رمز الإنترنت                                              | .tr           | .kp                                   |
| المنطقة الزمنية                                           | ت ع م+03:00   | ت ع م+08:30، ت ع م+08:30، ت ع م+09:00 |

## منظمات دولية مشتركة
يشترك البلدان في عضوية مجموعة من المنظمات الدولية، منها:
| علم المنظمة | اسم المنظمة                   | تاريخ انضمام تركيا | تاريخ انضمام كوريا الشمالية |
| ----------- | ----------------------------- | ------------------ | --------------------------- |
|             | يونسكو                        | 4 نوفمبر 1946      | 18 أكتوبر 1974              |
|             | الاتحاد البريدي العالمي       | ?                  | ?                           |
|             | الاتحاد الدولي للاتصالات      | 1866               | ?                           |
|             | الأمم المتحدة                 | 24 أكتوبر 1945     | 17 سبتمبر 1991              |
|             | المنظمة الهيدروغرافية الدولية | ?                  | ?                           |

## وصلات خارجية
- موقع وزارة الخارجية التركية
- موقع وزارة الخارجية الكورية الشمالية